# Нентерсгаузен (Рейнланд-Пфальц)
Нентерсгаузен (нім. Nentershausen) — громада в Німеччині, розташована в землі Рейнланд-Пфальц. Входить до складу району Вестервальд. Складова частина об'єднання громад Монтабаур.
Площа — 7,55 км2. Населення становить 2020 ос. (станом на 31 грудня 2020).

## Галерея

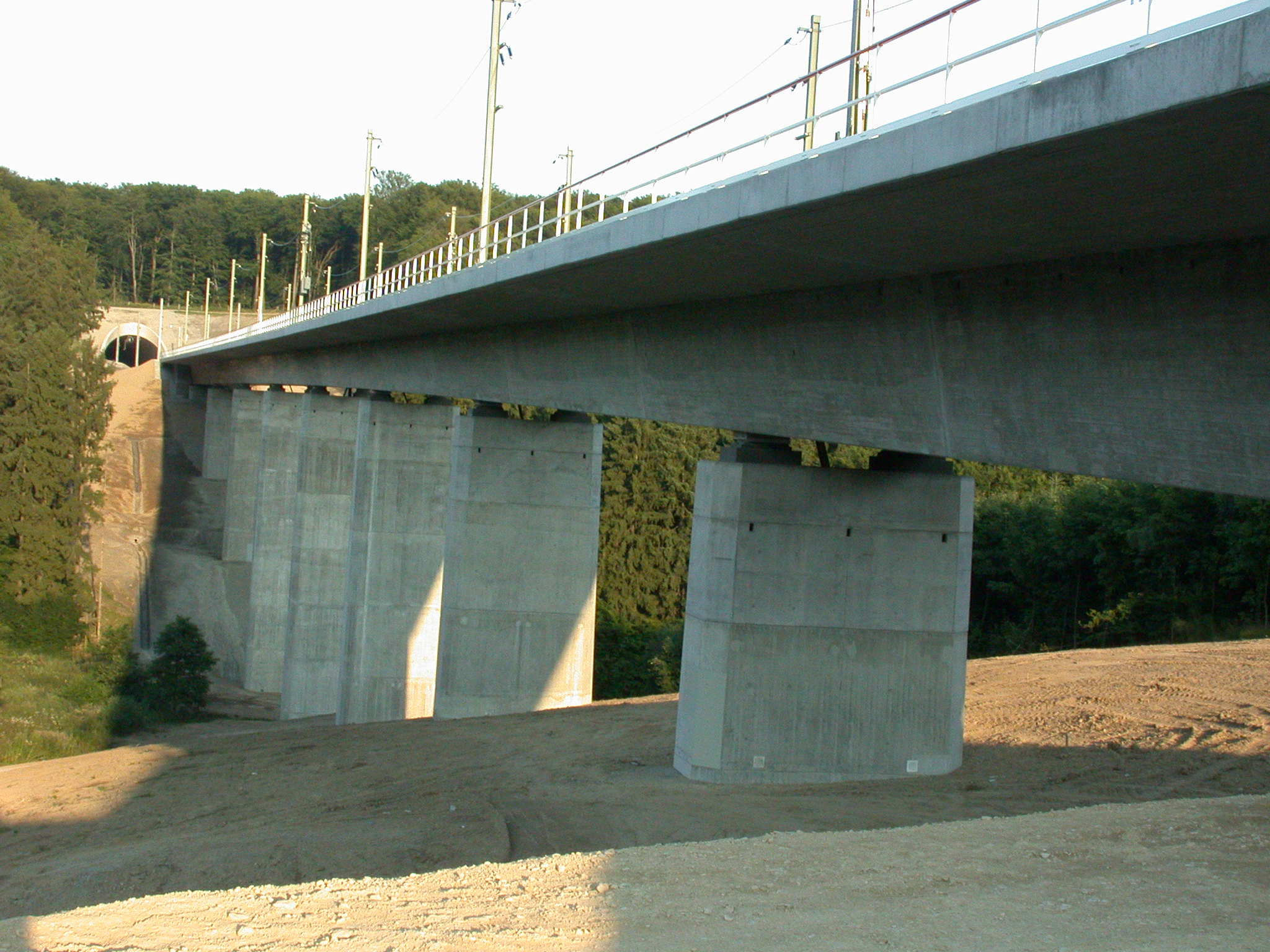